# AlloSphere
AlloSphere – instytut badawczy mieszczący się w podobnym do teatru budynku o kształcie sferycznym, z nieprzezroczystego materiału, wykorzystywany do projekcji generowanych komputerowo dźwięków i obrazów łączących informacje naukowe i walory artystyczne. Powstał na University of California, Santa Barbara (UCSB) w wyniku współpracy wydziału inżynierii elektrycznej i nauk komputerowych oraz programu Media Arts & Technology na UCSB, przy udziale funduszy z National Science Foundation. AlloSphere otwarto w 2007 r. w budynku wydziału California Nanosystems Institute (CNSI) w Elings Hall.
AlloSphere mieści w sobie trzywarstwowy sześcian uszczelniony materiałem dźwiękoszczelnym, co czyni go jednym z największych pomieszczeń bez echa na świecie. Ma 5 800 m² powierzchni. Wewnątrz znajdują się dwie półkule o promieniu 5 metrów zrobione z perforowanego aluminium. Są nieprzezroczyste i akustycznie transparentne.
Dwa projektory wideo, umieszczone wokół pomostu łączącego dwie półkule, tworzą najszersze możliwe pola widzenia, na które składa się 24 miliony pikseli. 512 głośników i subwooferów zawieszonych za aluminiowym ekranem sprawia, że dźwięk dochodzi ze wszystkich stron.
Można porównać go do mikroskopu podłączonego do superkomputera, wewnątrz którego pola widzenia naukowcy mogą stać na mostku i obserwować dane od środka, np. grupa fizyków obserwować wizualizację wnętrza atomu i widzieć i słyszeć prezentację spin elektronu; chirurg może obserwować wizualizację wnętrza mózgu.
AlloSphere jest efektem 24 lat pracy grupy naukowców pod kierownictwem profesor JoAnn Kuchera-Morin, profesor kompozycji w Arts & Technology Program na UCSB.
Możliwe zastosowania urządzenia to medycyna, edukacja, ekologia, sieci komputerowe, nanotechnologia, fizyka, materiałoznawstwo, geografia, technologie audiowizualne, oraz badania nad zachowaniem, postrzeganiem i świadomością człowieka.